# 羊膜上皮细胞
羊膜上皮細胞 (human amniotic epithelial cells，hAECs) 是一種從胎盤內膜內側提取的立方體柱状緊密排列的單層幹細胞。此類細胞在受精後八天左右，開始由多能性上胚層分化形成，並且擁有部分胚胎幹細胞所特有的Oct4及同源框蛋白質NANOG等生物標記。這些作為乾細胞生物標記的轉錄因子是亞全能幹細胞的基礎。hAECs具有分化成三胚層（內胚層，中胚層，外胚層）中任意一層的潛能，即分化成與三胚層發育相對應的各組織器官，如心臟、大腦和肝臟等。同時因為hAECs具有分化、抗纖維化、不產生免疫排斥反應、不具致瘤性等的能力，使其能夠在治療各種與人體器官相關的疾病中發揮重大作用。hAECs目前可用於制備人工心臟瓣膜和氣管等，以及分化肌肉細胞、脂肪細胞、骨細胞、心肌細胞、神經樣細胞及肝臟細胞等。 

## 旁分泌
通過旁分泌，hAECs釋放出多種生長因子、集落刺激因子及趨化因子等細胞因子，包括表皮生長因子、成纖維細胞生長因子、神經生長因子、血管內皮生長因子及胰島素樣生長因子等生長因子；粒細胞集落刺激因子（G-CSF）、顆粒球-巨噬細胞集落刺激因子等集落刺激因子；IL-6、CCL2、CXCL8等白細胞介素和趨化因子。這些細胞可通過與靶細胞表面受體的結合，激活或阻斷信號通路，從而調節細胞的增殖、分化、遷移，以及炎症反應和細胞外基質的產生，故而在皮膚創傷及肺損傷等組織損傷修復研究中，具有重要作用。